# Cruceta (motor)

Efecto de la cruceta (derecha) sobre el rozamiento del pistón con el cilindro
En rojo acción en azul reacción

En mecánica, la cruceta es un elemento de máquina que suprime o permite (depende de la dirección del movimiento) la componente no colineal del movimiento de una biela respecto a al movimiento del pistón solidario.
Se utiliza en grandes máquinas alternativas, tales como compresores alternativos, máquinas de vapor, grandes motores diésel, tales como los utilizados en la propulsión de barcos, para eliminar la presión lateral sobre el pistón.

## Uso
En la mayoría de motores de combustión interna alternativos, la biela conecta directamente el pistón con el cigüeñal. Pero esto transmite fuerzas transversales al pistón, ya que la muñequilla del cigüeñal (y así la dirección donde se aplica la fuerza) se mueve de lado a lado con el movimiento giratorio de la manivela. Estas fuerzas transversales son tolerables en un motor pequeño, pero en motores más grandes esta fuerzas mucho mayores causaría un grado intolerable de desgaste del pistón y el cilindro (véase : ley cuadrático-cúbica), así como aumentando la fricción total en el motor. 
La cruceta, que suele ser una pieza de fundición, conecta el vástago del pistón en el pie de la biela, forzándolo a moverse en línea recta. Esto se debe a que la cruceta está provista de patines que se deslizan sobre las guías del bastidor, lo que obliga el ojo de la biela a una trayectoria predeterminada a lo largo del eje del cilindro. Los patines de la cruceta puede ser con o sin revestimiento anti-fricción, y se deslizan sobre guías, que puede ser plano, en forma de V o cilíndrica. La cruceta también aloja el bulón del pistón en el extremo pequeño de los pivotes de las bielas. De esta manera, las fuerzas transversales se aplican sólo a la cruceta y sus cojinetes, no en el propio pistón. El uso de la cruceta es particularmente esencial cuando el émbolo tiene una longitud limitada, que proporcionaría por lo tanto una superficie de guía insuficiente.
Los motores de combustión interna utilizan crucetas para hacer más fácil el mantenimiento de la parte superior del motor, ya que los pistones se puede quitar fácilmente. El vástago de pistón está montado en la parte inferior del pistón y conectado a la cruceta por una sola tuerca en los motores de doble acción. Los grandes motores diésel marinos de dos tiempos suelen ser de este patrón. Los grandes motores diésel tienen a menudo una bomba de aceite de émbolo unida directamente a la cruceta para suministrar aceite a alta presión al cojinete de la cruceta. 
La gran mayoría de los motores de vapor fueron construidos con cruceta. En el caso de la máquina de vapor, una cruceta es esencial si el motor ha de ser de doble efecto - vapor se aplica a ambos lados del pistón, lo que requiere un sello alrededor de la varilla del pistón. Una excepción es el motor de vapor con cilindro oscilante que puede ser de doble efecto y, sin embargo no tiene ninguna cruceta.
Lo mismo se aplica a los motores diésel de doble efecto como los 12 motores MAN de doble efecto 2 carreras y 9 cilindros proyectados para los acorazados de la clase H.
Crucetas en las locomotoras de vapor se puede montar con una guía montada por encima de la cruceta o dos, uno arriba y otro abajo (llamado cruceta cocodrilo ya que tiene dos "mandíbulas"). 
|                |
| cruceta simple |

|                   |
| cruceta cocodrilo |

En muchos máquinas de vapor marinas del siglo XIX , la cruceta era una barra de metal fuerte unida al vástago del pistón y perpendicular a él, que se utilizaba a veces para eliminar las fuerzas transversales, como en un motor de aguja , y otras veces utilizado como un enlace a las barras laterales en un lado de la palanca del motor o de bielas en un motor cuadrado.